# Andromedia
Andromedia (en japonés: アンドロメデイア, andromedia?) es una película japonesa de 1998 dirigida por Takashi Miike. La película presenta a los grupos musicales japoneses Speed y Da Pump.
La película está protagonizada por las integrantes del grupo pop femenino japonés Speed entonces en el apogeo de su fama, con Hiro en el papel de la heroína y Eriko, Takako y Hitoe en los de sus amigas. Y por los componentes del grupo pop masculino Da Pump. Destacamos la presencia como actor del famoso director de fotografía Christopher Doyle.

## Argumento
Los estudiantes de secundaria Mainosuke "Mai" Hitomi y Yuu se besan por primera vez. Más tarde, ese mismo día, Mai es atropellada por un camión y muere. Su padre científico, Toshihiko Hitomi, utiliza un escaneo de sus recuerdos creados antes de su muerte para construir una copia de ella con IA , llamada "Ai". Soccer, el director ejecutivo de la empresa de tecnología estadounidense Digital Ware, desea su propia IA y envía un agente para robar su software, pero Toshihiko envía a Ai a través del módem a un lugar seguro antes de morir. Ai encuentra a Yuu y la transfiere a su ordenador portátil. A partir de aquí los amigos de Mai harán todo lo que este en sus manos para que no caiga en las garras de la corporativa que amenazan con borrar su alma.

## Reparto
| Actor                      | Papel                                       |
| -------------------------- | ------------------------------------------- |
| Hiroko Shimabukuro (Speed) | Mai Hitomi & Ai                             |
| Eriko Imai (Speed)         | Yôko                                        |
| Takako Uehara (Speed)      | Rika                                        |
| Hitoe Arakaki (Speed)      | Nao                                         |
| Kenji Harada               | Yuu                                         |
| Ryô Karato                 | Satoshi Takanaka                            |
| Christopher Doyle          | Sakkaa/Fútbol                               |
| Tomorowo Taguchi           | Gôda                                        |
| Issa Hentona (Da Pump)     | Tooru                                       |
| Shinobu Miyara (Da Pump)   | Hiroyuki                                    |
| Yukinari Tamaki (Da Pump)  | Kazuma                                      |
| Ken Okumoto (Da Pump)      | Daiki                                       |
| Anna Ide                   | Mai cuando era niña                         |
| Akihiro Yoshikawa          | Yuu cuando era niño                         |
| Kazuki Kitamura            | Sada                                        |
| Michelle Gazepis           | Secretaria de Sakkaa/Soccer                 |
| Hiromi Suzuki              | Madre de Mai                                |
| Naoto Takenaka             | Kurosawa                                    |
| Tsunehiko Watase           | Toshihiko Hitomi/padre de Mai/creador de Ai |
| Kippei Shiina              | Hombre chino                                |
| Takahiro Itō               | Niño del autobús                            |
| Kōnosuke Tōkai             | Chico del autobús                           |

## Otros créditos
- Historia original: Andromedia (アンドロメディア?) novela de Kozy Watanabe publicada por Gentōsha.
- Guion: Itaru Era y Masa Nakamura, ambos como Kurio Kisaragi.
- Productor musical: Hiromasa Ijichi (Asistente: Yasutaka Mizushima)
- Diseñador de producción (arte): Hisao Inagaki y Akira Ishige.
- Productores de producción: Futoshi Nishimura, Toshihiro Satô y Fumio Inoue.
- Asistentes de dirección: Fumiaki Kato y Masahiko Sakurai.
- Supervisor de efectos visuales: Fumihiko Sori.
- Efectos visuales y gráficos por computadora: TBS CG Department, NHK Enterprises 21, Digital Media Lab, Nippon Effects Center, OLM Digital, Biho (美峰), Monolith (モノリス), CSK image craft, Vitol (ビトル), Q y Ogawa Modeling.
- Soporte de equipos de efectos visuales: Tokyo Electron, Daikin Industries, CTC Create, Sun Microsystems y Nippon Intergraph.
- Efectos de armas: BIG SHOT.
- Dobles de riesgo: Kenji Shimozaki, Keiji Tsujii, Makoto Kenmochi, Hiroki Takano y Hiroo Sawa.
- Estudio de posproducción: Aoi Studio.
- Desarrollo: IMAGICA Lab.
- Estudio: Nikkatsu Chofu Studio.
- Productores ejecutivos: Yasuo Takimoto, Takashi Kasuga y Koichi Inaba.
- Creadores: Morihiro Kodama y Tetsuo Taira.
- Cooperación en producción: Sedic International, Excellent Film y Toy's Factory.
- Cooperación: Avex.

## Lanzamiento
Andromedia fue estrenada en los cines de Japón el 11 de julio de 1998. La película fue lanzada en Japón, en VHS y DVD  por Toy's Factory, en diferentes ediciones. En VHS se editaron dos cajas diferentes que, además de la película, contaban con otra cinta extra,titulada: Speed Andromedia Special Prologue Tales, dirigida por Takashi Hirano y  con fotografía de Christopher Doyle.La Versión en DVD en Japón también incluyó el prólogo, además de un clip inédito del making of. 

En Estados Unidos se lanzó en DVD por Pathfinder Home Entertainment. 
Tom Mes, autor de Agitator: The Cinema of Takashi Miike, describió Andromedia como "la película más descaradamente comercial" que Miike había hecho hasta este momento en su carrera. Los ingresos de taquilla fueron de 480 millones de yenes.

## Recepción
En "Midnight Eye visions of japanese cinema", Tom Mes, crítico de cine y escritor, con dos libros editados sobre Takashi Miike, comento: «Andromedia está dirigida directamente al mercado de jóvenes preadolescentes. Es una película de Idols pop y no hay forma de evitarla. Afortunadamente, esto no es una excusa para la estupidez. Aunque la trama es absolutamente genérica, son los detalles los que la hacen funcionar. La película tiene algunos momentos inesperados de nostalgia lírica y, a diferencia de muchas otras entradas en el subgénero de ciencia ficción cibernética, la película está en contacto con los tiempos, en lugar de explotar lo que sus creadores consideran representativo y popular. El guion de Masa Nakamura incorpora hábilmente una serie de ideas de la era digital, entre las que destaca el fenómeno de los Idols virtuales que comenzó a mediados de los 90 con Kyoko Date y actualmente está madurando en la forma del largometraje Final Fantasy, totalmente generado por ordenador, de Hironobu Sakaguchi».
En una reseña de Asian Movie Pulse, Alexander Knoth escribió: «El ritmo de la narración es un gran problema en “Andromedia”. Lo siento un poco por el buen reparto, que tuvieron que aguantar la segunda mitad de la película. La primera hora definitivamente está por encima del promedio y te mantiene interesado, pero tan pronto como la película es interrumpida por la actuación de la banda de chicos, todo va cuesta abajo.
Pero además de eso, para Takashi Miike esta fue una gran oportunidad de dar a conocer su nombre a un público adolescente. Logró impulsar con éxito su agenda creativa y socavó el reclamo de la gran industria cinematográfica».

## Banda sonora original
Andromedia Original Soundtrack es el álbum de la banda sonora de la película Andromedia, compuesta por Hiromasa Ijichi (excepto tres pistas), y lanzada el 5 de agosto de 1998 por el sello Toy's Factory. Alcanzó el décimo lugar en el ranking de ventas de Oricon.
Generalmente se le atribuye al grupo Speed, protagonista de la película, aunque sólo interpreta la canción original Alive, lanzada como sencillo un mes antes (el álbum contiene sin embargo una versión remezclada sin estrofas de la canción Luv Vibration de su álbum debut Starting Encima). El álbum contiene otras dos canciones, Move On de un cantante no acreditado y Feelin’ Good ~It’s Paradise~ del grupo masculino Da Pump, lanzada como sencillo un año antes. Los demás títulos son instrumentales.
Toda la música está compuesta por Hiromasa Ijichi y arreglada por Yasutaka Mizushima, excepto las pistas 4, 8 y 13 compuestas por Yasutaka Mizushima.